# Yuri van Gelder
Lambertus Hendrikus Yuri (Yuri) van Gelder (Waalwijk, 20 april 1983) is een voormalig Nederlands turner, die vooral excelleert op het onderdeel ringen. Zijn grootste succes behaalde hij op 26 november 2005, toen hij in Melbourne wereldkampioen aan de ringen werd. Drie keer werd hij op dit onderdeel Europees kampioen. In 2005 werd hij verkozen tot Nederlands Sportman van het Jaar.

## Biografie

### Jeugd
Van Gelder begon op vijfjarige leeftijd met turnen. In 1992 werd hij voor het eerst Nederlands kampioen in zijn leeftijdsklasse. Vijf jaar later kwam hij in de nationale selectie. Sinds 2000 werd hij getraind door Remi Lens. Dat jaar haalde hij zijn eerste internationale medaille, een bronzen op het EK voor junioren in Bremen.

### Sportcarrière
In 2003 won Van Gelder bij de senioren voor het eerst een World Cup-wedstrijd. Bij het WK in Anaheim eindigde hij op de achtste plaats. Sindsdien grossierde hij in medailles en gold hij als een van de beste ringenturners ter wereld. Het leverde hem de bijnaam Lord of the Rings op.
De wereldtitel die Van Gelder in 2005 op de ringen behaalde was de eerste voor een Nederlandse gymnast sinds die van Henricus Thijsen op het paard voltige in 1903.
Op 22 december 2005 werd Van Gelder gekozen tot Nederlands sportman van 2005. De jury, bestaande uit Nederlandse topsporters, gaf de voorkeur aan Van Gelder boven judoka Dennis van der Geest (wereldkampioen in de open klasse in 2005) en atleet Rens Blom (wereldkampioen polsstokhoogspringen in 2005).
Het jaar 2006 verliep minder positief voor hem. Het kwam tot een breuk met trainer Lens, die als reden naar buiten bracht dat Van Gelder "genotmiddelen" gebruikte: "Intern heb ik bij NOC*NSF en de turnunie toen wel laten weten dat het cocaïne betrof, maar daar werd niks mee gedaan. Ik kreeg zelfs de zwartepiet toegespeeld en mijn rol binnen het Nederlandse turnen was daardoor uitgespeeld. Dat heb ik als zeer onrechtvaardig ervaren."

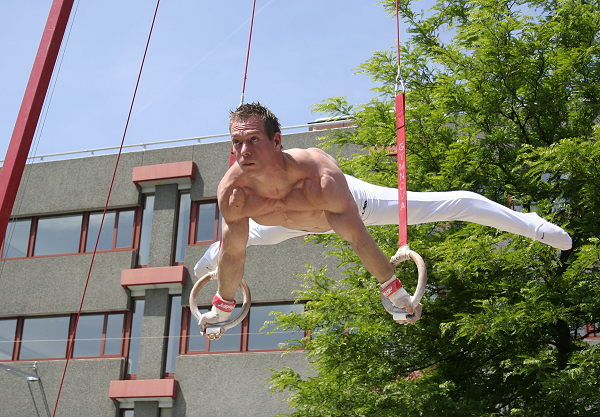
Van Gelder in 2008

Van Gelder miste het Europees kampioenschap en op het WK in Aarhus slaagde hij er niet in zijn wereldtitel te prolongeren, maar moest hij genoegen nemen met een bronzen medaille. Daarna hield een schouderblessure hem maanden aan de kant. Op het EK van 2007 in Amsterdam slaagde hij er niet in de finale ringen te halen; in de kwalificaties eindigde hij als negende. Op de wereldkampioenschappen dat jaar in Stuttgart ging het veel beter: hij won het zilver achter de Chinees Chen Yibing. Doordat hij geen wereldkampioen werd miste hij echter kwalificatie voor de Olympische Spelen in Peking. Ter ondersteuning schreef en zong de Nederlandse zanger Vader Abraham het lied "De kleine man aan de grote ringen". Op 14 maart 2008 maakte de internationale turnbond bekend dat de laatste beschikbare wildcard niet aan Van Gelder was toegekend, waardoor hij definitief was uitgesloten voor de Olympische Zomerspelen van 2008.

### Schorsingen en comebacks
In 2009 testte Van Gelder tijdens het "Nederlands kampioenschap turnen 2009" positief op het gebruik van cocaïne.
Op 13 juli 2009 belegde Van Gelder een persconferentie op Sportcentrum Papendal en bekende daar aan de Nederlandse pers zijn cocaïnegebruik. Van Gelder gebruikte al een aantal jaren cocaïne. In eerste instantie recreatief maar op een gegeven moment werd het een gewoonte. Volgens Van Gelder begon het uit nieuwsgierigheid en stoer doen. 'Het is natuurlijk oerstom van me geweest en ik heb er veel spijt van', aldus Van Gelder. Van Gelder werd voor een jaar geschorst (met ingang van 13 juli 2009) door de tuchtcommissie van de KNGU. Regels van het Internationaal Olympisch Comité bepaalden dat na een schorsing niet mocht worden deelgenomen aan de eerstvolgende Olympische Spelen, in 2012. Van Gelder verloor ook zijn baan bij de Koninklijke Landmacht, die een zero-tolerance beleid tegen drugs voert. Van Gelder sprak uit dat hij verder wil gaan met sporten en zei professionele hulp te gaan zoeken. Een strafzaak wegens drugsbezit werd door het Openbaar Ministerie geseponeerd omdat Van Gelder op andere manieren (werk, sportcarrière en publiciteit) al genoeg gestraft zou zijn.
Van Gelder trainde gedurende zijn schorsing bij Boris Orlov. Hij kon vanwege de schorsing niet met zijn vaste trainer Bram van Bokhoven werken. In juli 2010 maakte hij zijn rentree als turner. Na een mislukt eerste toernooi won hij op de wereldbekerwedstrijd in Gent in september goud op de ringen. Op 12 oktober 2010 werd Van Gelder door de KNGU uit de selectie voor het wereldkampioenschap gehaald vanwege "medische redenen van persoonlijke aard". Op 13 oktober 2010 werd bekendgemaakt dat de verwijdering uit de selectie plaats had gevonden omdat gebleken was dat Van Gelder opnieuw cocaïne had gebruikt. Bondsvoorzitter Geukers zei dat het voor Van Gelder "einde oefening" in de sport zou zijn. "Er is gigantisch veel geïnvesteerd in Van Gelder, maar het vertrouwen is nu onherstelbaar beschadigd", aldus Geukers tijdens de persconferentie. Van Gelder ontkende het door hem gebruiken van cocaïne echter een dag later, volgens hem had de bond hem verkeerd begrepen. Daarom gaf hij een persverklaring uit waarin hij zijn kant van de zaak belichtte. Hij stelde onder meer dat "de door de KNGU en met in bijzonder dhr. Gootjes gemaakte afspraken over het informeren van het publiek niet werden gehonoreerd en daarnaast zelfs de inhoud van mijn verklaring naar de bond van een dag eerder geheel anders dan de waarheid werd gepresenteerd". (Gootjes is topsportmanager binnen de KNGU.) Op 16 oktober 2010 werd bekend dat de advocaat van Van Gelder een schadeclaim tegen de turnbond voorbereidde. Op 13 oktober 2010 zond de NOS de documentaire Hangen en opstaan: de comeback van Yuri van Gelder van Vlado Veljanoski uit, die hem gedurende acht maanden volgde tijdens zijn schorsing.
Van Gelder maakte op 28 februari 2011 een nieuwe comeback. Een dag later vertelde hij dat hij voorafgaand aan het WK van 2010 niet een tweede keer drugs had gebruikt, maar last had van faalangst. Begin oktober 2011 werd de IOC-regel dat na afloop van een schorsing sporters kunnen worden geweerd van de Olympische Spelen, verworpen door het internationaal sporttribunaal CAS.
Van Gelder kon zich plaatsen voor de Olympische Spelen 2012, door het behalen van een goed resultaat tijdens de WK turnen in oktober 2011. Dit mislukte door een foutje bij de afsprong van de ringoefening.

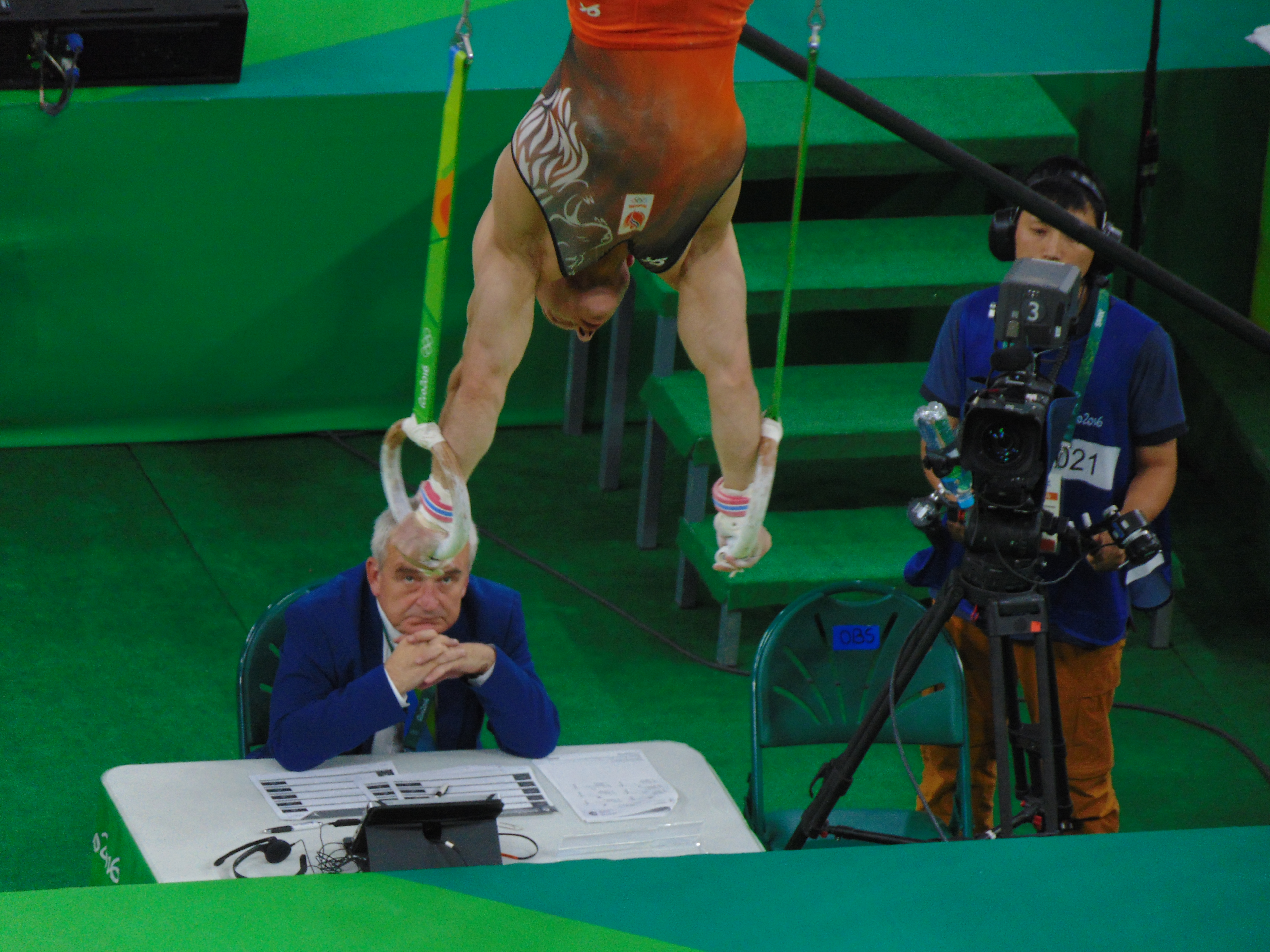
Van Gelder op de Olympische Spelen in 2016 in de kwalificatie

Hij besloot zich hierna te richten op de Olympische Spelen van 2016 in Rio de Janeiro. Aldaar plaatste hij zich voor de finale. Wegens vermeend wangedrag werd hij op 8 augustus 2016 op verzoek van de turnbond KNGU per direct uit de olympische ploeg gezet. De atleet was tegen de afspraken in pas vroeg in de morgen teruggekeerd van een avondje stappen en miste vervolgens de ochtendtraining. Hij werd daarop disciplinair gestraft en moest het olympisch dorp per direct verlaten. Terug in Nederland spande Van Gelder een kort geding aan om alsnog deelname aan de finale af te dwingen. De rechtbank wees zijn verzoek af. Hij ging niet in hoger beroep. Van Bokhoven gaf te kennen te stoppen als zijn trainer. In de motivatie van het vonnis noemde de rechtbank het niet verschijnen op de training een tamelijk ernstige tekortkoming: "Het lijdt weinig twijfel dat Van Gelder ervan op de hoogte had kunnen en behoren te zijn dat er op zondagochtend om 9.30 uur een training was en dat hij daar werd verwacht. De coach heeft hem dat de avond tevoren speciaal in niet mis te verstane bewoordingen geappt..." Het was derhalve voor de rechtbank begrijpelijk dat de verantwoordelijken hem niet in de finale wilden zien. Wel gaf de rechtbank het dringende advies duidelijkere gedragsregels voor sporters op te stellen. Op 21 augustus 2016 voerde Yuri van Gelder op Lowlands 2016 alsnog een demonstratieoefening aan de ringen uit.
Op 18 mei 2018 maakte Van Gelder bekend dat hij voor het eerst in twee jaar weer zou meedoen aan een internationale wedstrijd. De turner kondigde aan eind mei in Osijek (Kroatië) zijn rentree te maken. In juni (Guimarães), juli (Mersin) en september (Szombathely) zouden nog drie deelnames aan wereldbekerwedstrijden voor Van Gelder volgen. 
Na zijn wedstrijdloopbaan startte Van Gelder een bedrijf dat sportevenementen organiseert, waarbij hij zelf sportdemonstraties verzorgt.

## Palmares
2005
- Europees kampioenschap turnen (ringen)
- Wereldkampioenschap turnen (ringen)

2006
- Wereldkampioenschap turnen (ringen)

2007
- Wereldkampioenschap turnen (ringen)

2008
- Europees kampioenschap turnen (ringen)

2009
- Europees kampioenschap turnen (ringen)